# Marca Corona
Ceramiche Marca Corona è una azienda italiana produttrice di ceramica con sede a Sassuolo.

## Storia

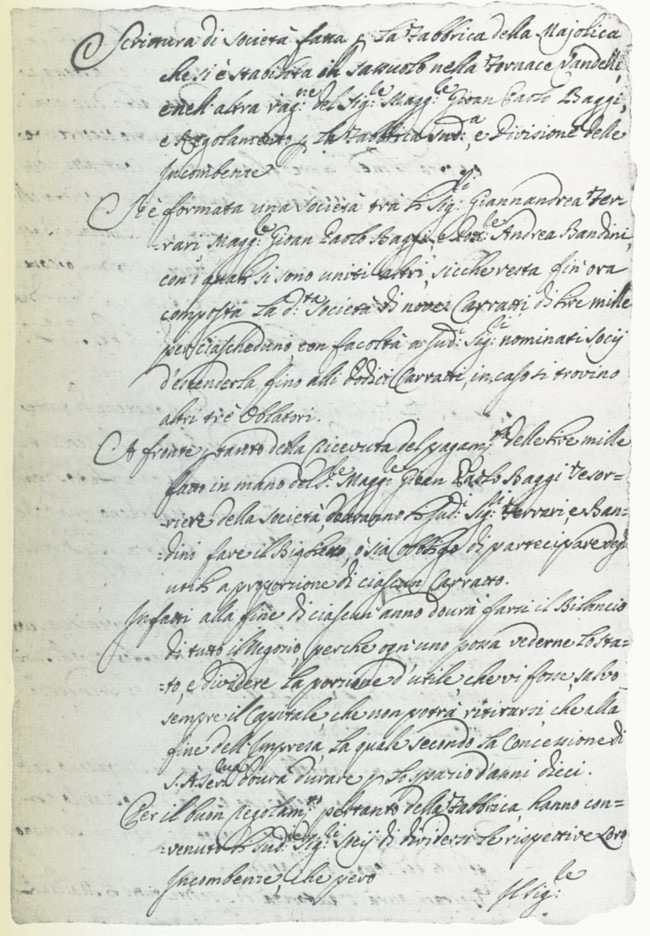
Ceramiche Marca Corona Spa, atto costitutivo per la fabbrica di maioliche di Sassuolo

Le manifatture sassolesi nacquero con l'appoggio politico dei governatori locali e del duca di Modena e la Marca Corona, prima erede delle origini di questo distretto testimonia un passato nobile e antico.
Nelle valli pedemontane lungo il corso del fiume Secchia, affluente di destra del Po, la natura marnosa e argillosa dei rilievi preappennici hanno fornito da sempre la materia prima e le condizioni favorevoli ad un avvio di lavorazioni ceramiche e di laterizi.
La più significativa presenza durante il XVII secolo è da individuarsi nella Fornace Giovanardi, attiva con maestranze locali applicate prevalentemente al laterizio ma anche ad alcune lavorazioni ceramiche in “terra rossa”, ad ingobbio, volta a produrre oggetti di uso comune.
Nel 1712 la fornace e il “macinello” di proprietà e diretto da Marco Vandelli migliorò sensibilmente la qualità e la continuità delle produzioni sassolesi.
Nel 1741 la Società per la fabbrica della maiolica si inseriva in un contesto di imprese assai ampio e articolato che faceva di Sassuolo uno dei più importanti luoghi di produzione manifatturiera nel piccolo ducato di Modena e Reggio Emilia retto dalla millenaria dinastia dei duchi d'Este. Oltre alla fabbrica di maiolica erano attivi magli battirame, folli e pettini meccanici per panni di lana, laboratori per la lavorazione di un'ingente quantità di insaccati, distillerie, maceri e laboratori per la lavorazione di pellami e del cuoio, nonché una delle più importanti cartiere del Ducato di Modena.
Data la collocazione di “servizio” tra monte e piano, Sassuolo si stava sempre più trasformando da centro esclusivamente agricolo in centro manifatturiero.

### La Fabbrica della Maiolica (1741)
Nel 1741 Giovanni Maria Dallari, abile e intraprendente possidente entra a dirigere la manifattura sassolese e si avvale di Pietro Lei, abile artista della maiolica.
Nel 1753, il duca Francesco III d'Este, imparentato strettamente con gli Asburgo di Vienna e con l'imperatrice Maria Teresa, conferisce a Sassuolo il titolo di “Terra Nobile”. Questa nobilitazione porta ad aumentare il tenore delle attività sassolesi, alle quali si aggiunge nel 1756 la Fornace Severi, indipendente e concorrente della manifattura Dallari.
Sempre nel 1756, viene concesso il diritto di produzione esclusiva e di commercio di ceramiche per l'intero stato estense alla ditta Dallari e alla città di Sassuolo con l'emissione di uno “Jus privativo”.
Le “terraglie” e “mezze maioliche” sassolesi imitano i prodotti caolinici più in voga nel momento, producendo prodotti di costo relativamente contenuto per la qualità e l'estetica che potevano offrire.
Si sviluppò anche un'altra fabbrica in contrada Lea o “Nuova”, destinata a produrre per un “segmento” di mercato più popolare.

### Dall'età di Napoleone all'Unità d'Italia
Tra il 1805 e il 1832 sono attive due manifatture, una gestita da Costanzo Dallari (Fabbrica Nuova), l'altra da Giovanni Dallari (Fabbrica Vecchia).
Dal 1836, in piena Restaurazione, ai fratelli Dallari si sostituisce il nobile di corte conte Ferrari Moreni. e lo stile dei prodotti sassolesi diventa sempre più sobrio e austero con i colori blu e azzurro della famiglia degli Asburgo d'Este, ritornati a Modena per gli accordi del Congresso di Vienna. Le imitazioni di maioliche e le vere e proprie porcellane si producono nella Ferrari Moreni, mentre la fabbrica della Terra rossa, dal 1847 in poi produce per un mercato più popolare e allargato, che si amplierà all'indomani dell'Unità d'Italia.

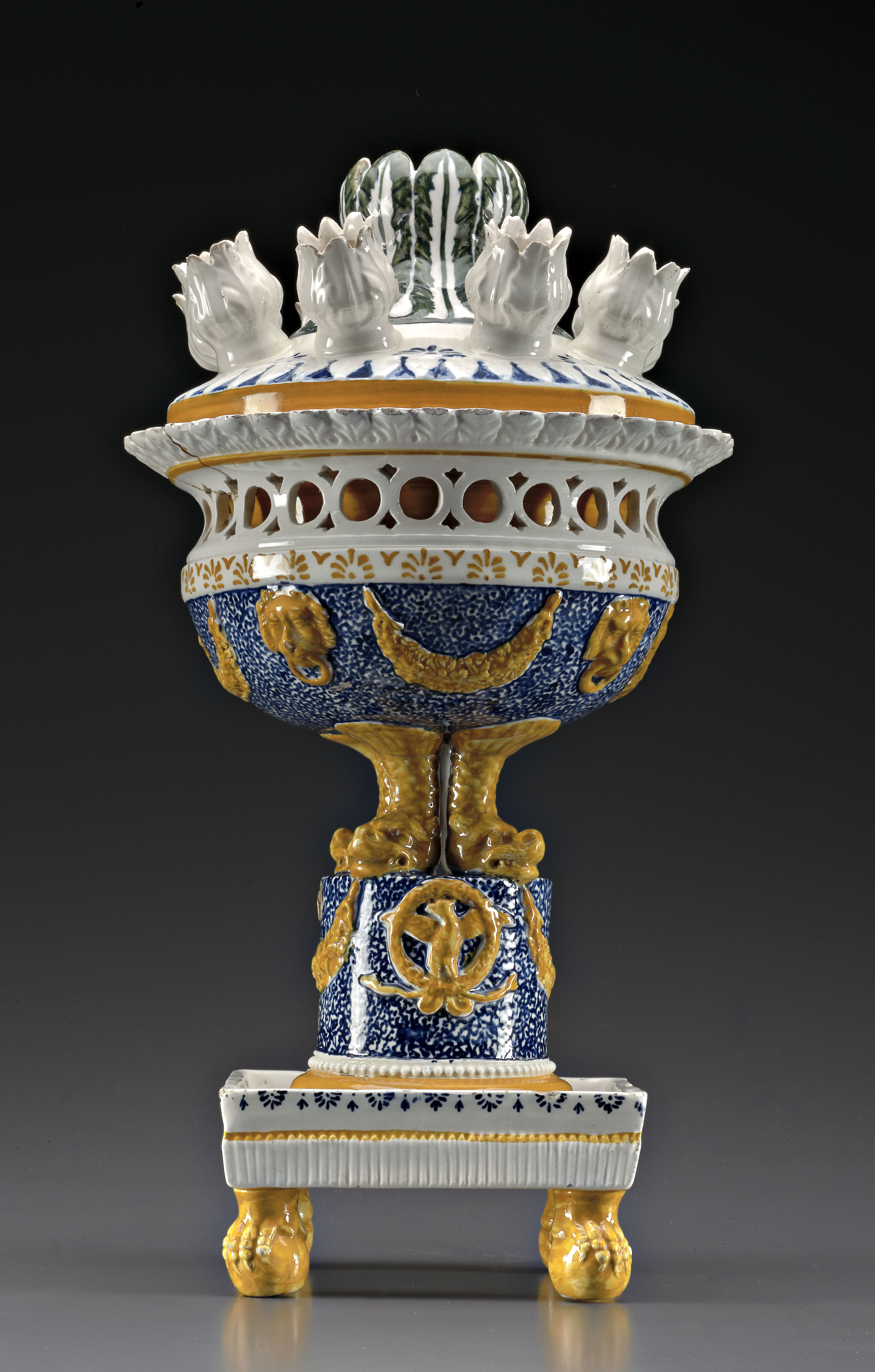
Fabbrica Ferrari Moreni, Fioriera, 1836-1854, Museo Civico di Modena

### Le manifatture sassolesi verso il mercato dell'Italia unita e verso le prime esposizioni Universali del secondo Ottocento
Già dal 1847 appaiono gli imprenditori Carlo e Antonio Rubbiani, fratelli che esercitano anche il potere amministrativo nel locale consiglio comunale con cariche di assoluto rilievo. Tra il 1854 e il 1862 essi organizzano e articolano la produzione tra le due ditte esistenti e abbandonano le produzioni di terrecotte e laterizi. Questi ultimi divengono la produzione esclusiva di apposite fornaci, per esempio tra Fiorano e Sassuolo (in via Superchia) mentre la produzione dei maiolicari sassolesi si concentra sull'innovazione del prodotto ceramico. All'antica e tradizionale produzione di vasellame, di scodellerie, di oggetti di arredo più svariati, si affianca per la prima volta la produzione delle antenate delle odierne piastrelle per rivestimenti, cioè le “quadrelle” o “pianelle” di argilla. Queste ultime, dapprima pressate e macinate a secco, vengono successivamente smaltate e preziosamente decorate. Inizia la promozione di questi nuovi prodotti sassolesi nelle mostre campionarie internazionali, da Parigi a Vienna a Londra. Sebbene le due ditte guidate dai fratelli Rubbiani non cessino mai di produrre anche oggetti della tradizione ceramica precedente, è documentato il vero nuovo interesse per questi nuovi prodotti e gli sforzi per migliorare sempre di più le loro qualità tecnologiche e artistiche. I rivestimenti di quadrelle miravano in un primo momento ad arricchire ed abbellire le abitazioni borghesi col loro decoro artistico, nonché l'arredo urbano, le targhe delle vie cittadine i rivestimenti di cappelle monumentali e molto altro ancora. Sebbene alla fine dell'Ottocento la Fabbrica della Maiolica sassolese non contasse più di una cinquantina di addetti, era presente in Europa continentale, nell'intero Mediterraneo e, in modo più sporadico, in America meridionale ed era ditta molto nota nel modo imprenditoriale del settore.

### L'ingresso di imprenditori provenienti dal "triangolo industriale"

Ceramiche Marca Corona Spa, ingresso della vecchia fabbrica posta a sud della città oggi piazza Fabbrica Rubbiani.

Con l'entrata in scena della nuova dirigenza guidata da Matteo Olivari, imprenditore proveniente da Recco, in Liguria, ma residente e attivo a Milano, si concretizzò nel 1910 la Società in Accomandita semplice Carlo Rubbiani di Rubbiani, Olivari & c. Il nuovo imprenditore si propose nel rispetto e in continuità della figura di Carlo Rubbiani, confermando in buona parte le scelte precedenti e lo “stile” complessivo della ditta. Tuttavia consentì una consistente ricapitalizzazione e un ulteriore ammodernamento dell'impresa.
Entrambe le linee d'azione sono testimoniate dal fatto che la ceramica sassolese agì in città come operatore di assoluto rilievo nella formazione della rete cittadina di servizi, giovando dell'ammodernamento tecnologico che attivò già tra i primi de'900 e la Grande Guerra. Al tempo stesso, il moderno design dei prodotti, la qualità chimica e tecnologica, frutto di esperimenti dovuti a tecnici spesso di provenienza mitteleuropea, le innovazioni dei forni e delle presse facevano della società sassolese una piccola ma assai moderna entità nel panorama generale del settore ceramico del momento.
Il prestigio della Società stimola il fiorire in parallelo di altre imprese e il sorgere di un “movimento” di tecnici e di imprenditori locali che costituiranno l'embrione dell'odierno “distretto industriale”.
Nel 1911 sorge la Società Dieci Bertoli & c., nel 1926 l'ingegner Guido Siliprandi fonda la sua impresa.
Pure l'attività di laterizio vede le antiche fornaci di Superchia diventare le fornaci Carani. Si riesce a cogliere così l'insieme del processo embrionale del “distretto” già tra gli anni Venti e gli anni quaranta del XX secolo.

### La crisi dovuta alla Grande guerra e l'entrata in azienda del principe Odescalchi
La Grande Guerra recide bruscamente gli importanti legami storici con il mondo tedesco istituiti su molteplici piani: quello delle competenze tecnologiche , quello delle forniture di materie prime e quello del mercato di sbocco del prodotto.
Nel 1920 si formalizza allora l'ingresso nella Società in Accomandita semplice Carlo Rubbiani di Rubbiani, Olivari & c. di una nuova cordata imprenditoriale capeggiata dal principe Emilio Odescalchi, sempre contattato negli ambienti industriali di Milano. La sede legale stessa della ditta si sposta a Milano, ove può avvalersi delle consulenze legali e commerciali dei professionisti dell'Università Bocconi e della vicinanza ai mercati internazionali.
Il dinamismo impresso dalla gestione Odescalchi avviene anche questa volta nel segno del rispetto e della continuità con l'operato precedente: Olivari infatti rimane ben attivo all'interno del consiglio e dell'attività aziendale. Lo stabilimento intanto va non solo allargandosi con acquisizioni immobiliari che comprendono in pratica l'intero comparto urbano a sud della città in direzione della montagna ma anche ammodernandosi sul piano tecnologico.

### Dalla Società Ceramica Odescalchi & C alla nascita del marchio Marca Corona
La scomparsa di Olivari il 19 febbraio 1932 spinge la ditta a mutare ragione sociale. Nello stesso anno nasce la Società Ceramica Odescalchi & C. Si tratta però di un passaggio intermedio per superare una serie di ostacoli che si frappongono alla crescita della ditta:
- la concorrenza crescente di nuovi agguerriti attori comparsi nel settore in loco sollecitavano scelte di radicale innovazione e di “rilancio”
- occorreva distinguere nettamente l'immagine dell'impresa, la “prima” storicamente sorta sin dal Settecento, dagli imprenditori intervenuti nel settore
- affrontare la grave crisi del mercato e finanziaria che deprimeva già dal 1926 l'intero settore industriale italiano e che la crisi del’29 aveva aggravato su scala internazionale

La costituzione nel 1934 della Società Anonima Marca Corona avvenne come conseguenza di questa molteplicità di sollecitazioni. Vi fu una importante ricapitalizzazione impostata verso il lungo periodo, fissando piani industriali di crescita sino al 1950.
e avvicinando l'impresa sassolese ai mercati esterni, specie alle piazze del “triangolo industriale”.

## Marca Corona oggi
Marca Corona è una delle imprese del gruppo Concorde.
Nel corso della grave crisi del settore ceramico del 1983, Marca Corona sperimentò insieme alle amministrazioni locali un importante progetto di ristrutturazione industriale e insieme di riqualificazione urbanistica della città: lo stabilimento “storico”, posto a sud della città, in direzione degli Appennini, dunque in una zona molto qualificata del contesto territoriale, è stato riconvertito in aree residenziali, servizi pubblici e aree verdi mentre i nuovi stabilimenti sono stati trasferiti nelle aree industriali pianificate a nord, verso Modena e in più stretto contatto con le moderne infrastrutture viarie e ferroviarie. Ancora oggi la ciminiera maggiore della ceramica, costruita negli anni Trenta del ‘900, domina la parte sud della città e si conserva, insieme ad altri immobili, come reperto di “archeologia industriale”.

## Galleria d'immagini

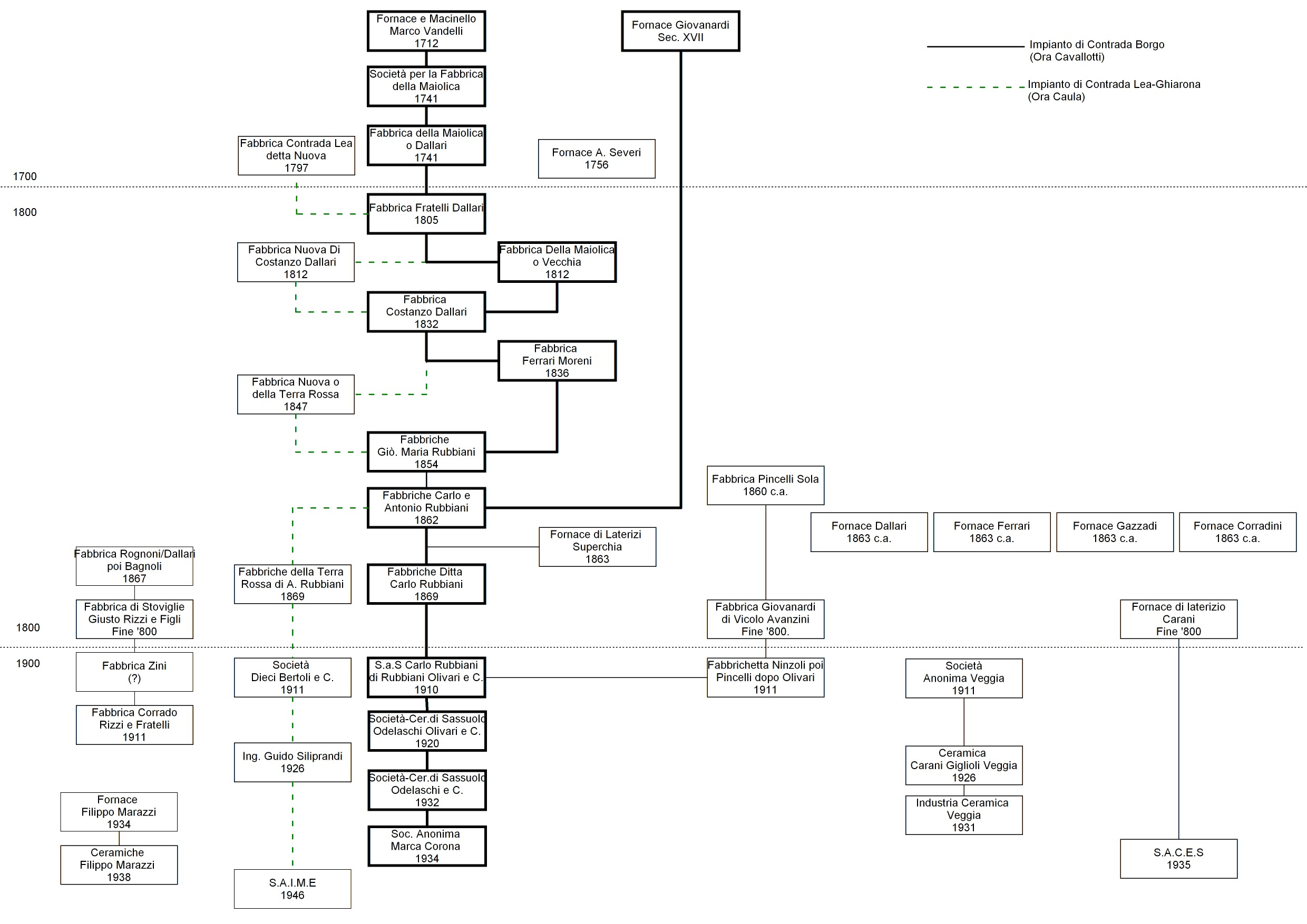
Ceramiche Marca Corona, schema storico delle maestranze attive in Sassuolo dal 1700
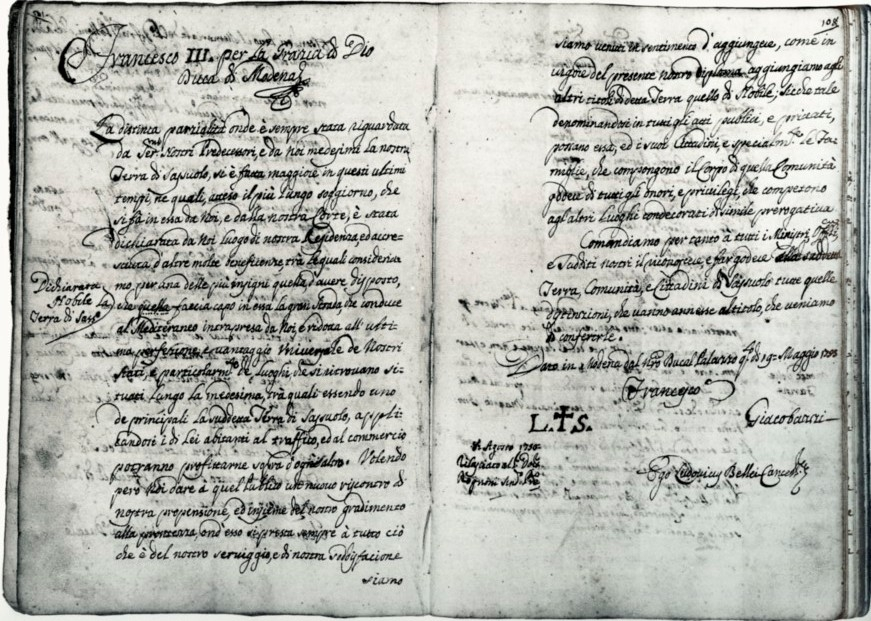
Anno 1753 Sassuolo è dichiarata Terra Nobile
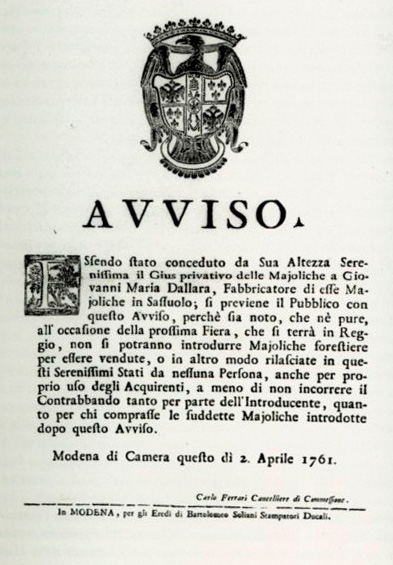
Ceramiche Marca Corona Spa, 2 aprile 1761 "Jus Privativo" per la fabbrica di maioliche di Sassuolo
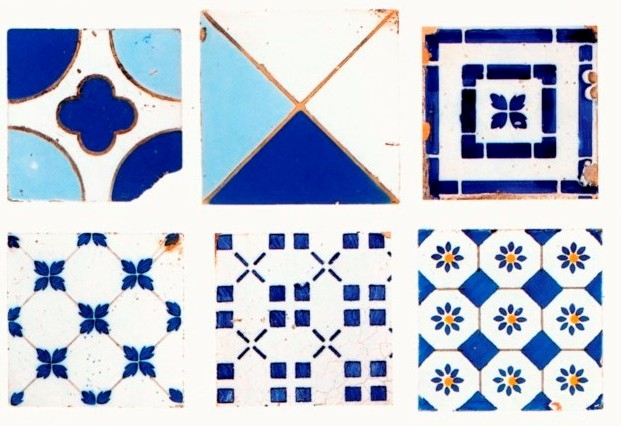
Ceramiche Marca Corona Spa, Piastrelle di maiolica degli ultimi decenni del 1800. Formato 11x11 cm
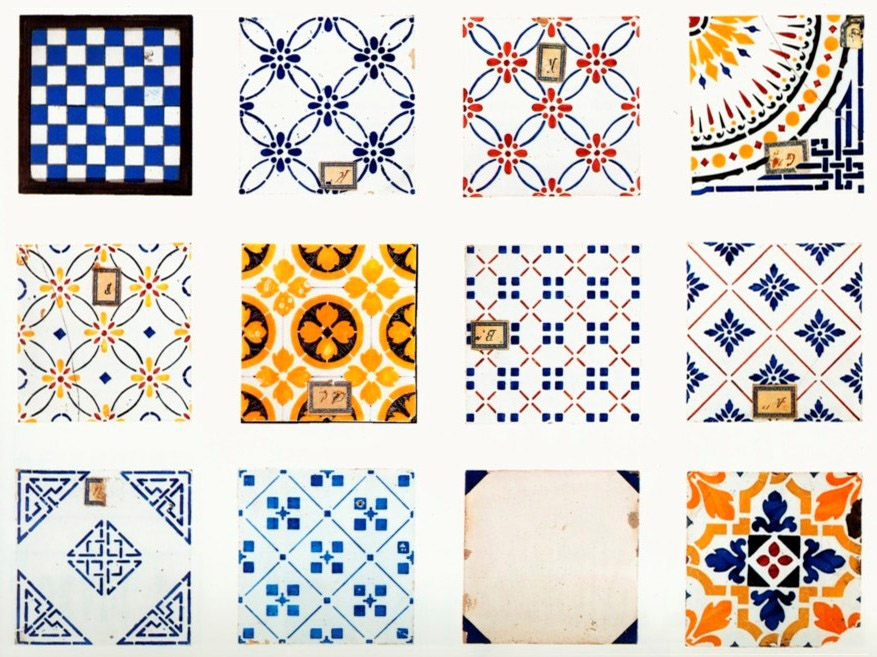
Ceramiche Marca Corona Spa, Piastrelle di maiolica degli ultimi decenni del 1800. Formato 15x15 cm
Panoramica della Marca Corona, inizio anni cinquanta
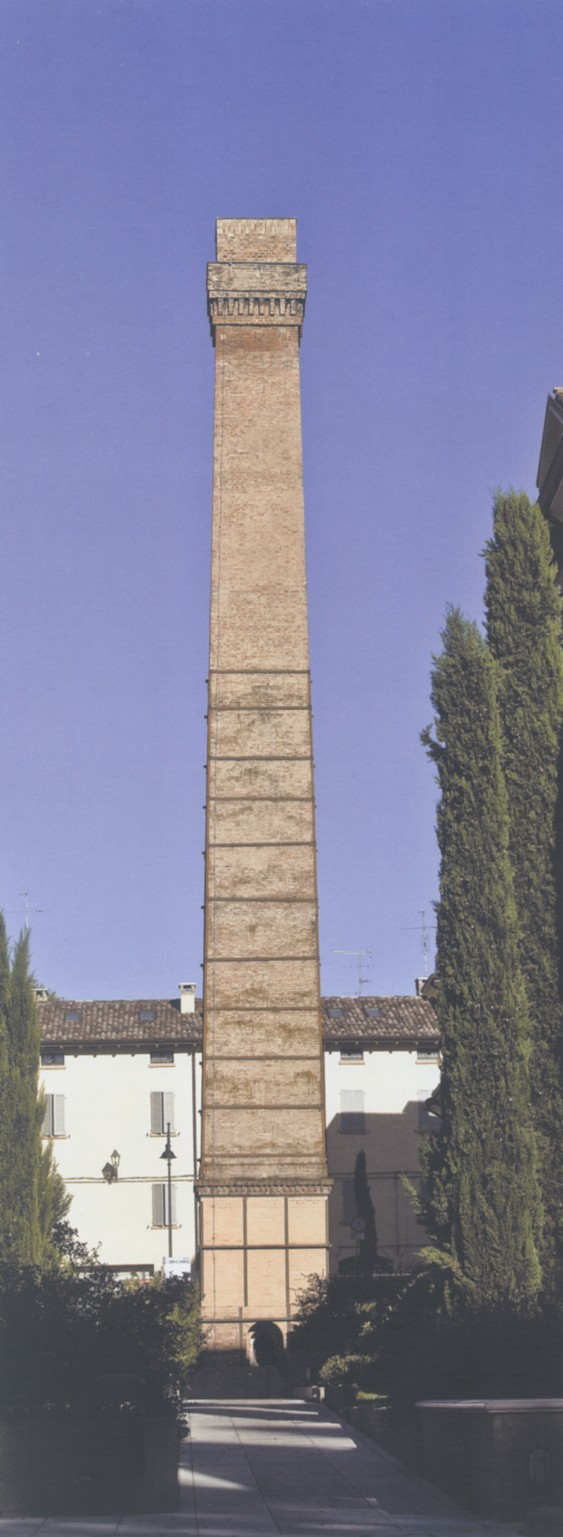
Ceramiche Marca Corona Spa, veduta della piazza Fabbrica Rubbiani. Ciminiera ottocentesca della Fabbrica Marca Corona